# Landtagswahlkreis Prignitz II/Ostprignitz-Ruppin II
Der Wahlkreis Prignitz II/Ostprignitz-Ruppin II (Wahlkreis 2) ist ein Landtagswahlkreis in Brandenburg. Er umfasst die Städte Kyritz, Pritzwalk und Wittstock/Dosse sowie die Gemeinden Heiligengrabe, Groß Pankow und die Ämter Meyenburg und Putlitz-Berge, die in den Landkreisen Prignitz und Ostprignitz-Ruppin liegen. Wahlberechtigt waren bei der letzten Landtagswahl 43.543 Einwohner.

## Landtagswahl 2024
Die Landtagswahl 2024 führte zu folgendem amtlichen Ergebnis:
| Direktkandidat      | Partei                    | Erststimmen in % | Zweitstimmen in % |
| ------------------- | ------------------------- | ---------------- | ----------------- |
| Katrin Lange        | SPD                       | 33,1             | 29,4              |
| Torsten Arndt       | AfD                       | 36,2             | 34,5              |
| Jörg Gehrmann       | CDU                       | 18,6             | 14,2              |
| Mirko Beutling      | GRÜNE                     | 1,1              | 1,8               |
| Holger Kippenhahn   | Die Linke                 | 4,1              | 2,4               |
| Michael Güldener    | BVB/FW                    | 3,8              | 1,8               |
| Christoph Lindemann | FDP                       | 0,6              | 0,5               |
| –                   | Tierschutzpartei          | –                | 1,5               |
| Axel Heidkamp       | Plus (Piraten, ÖDP, Volt) | 0,8              | 0,5               |
| –                   | BSW                       | –                | 12,5              |
| –                   | III. Weg                  | 0,4              | 0,3               |
| –                   | DKP                       | –                | 0,0               |
| –                   | DLW                       | –                | 0,5               |
| –                   | WU                        | –                | 0,1               |
| Manfred Mießner     | Einzelbewerber            | –                | 1,3               |

## Landtagswahl 2019
Bei der Landtagswahl 2019 erzielten folgende Parteien und Personen als Direktkandidaten die folgenden Ergebnisse:
| Direktkandidat   | Partei           | Erststimmen in % | Zweitstimmen in % |
| ---------------- | ---------------- | ---------------- | ----------------- |
| Katrin Lange     | SPD              | 29,3             | 29,7              |
| Jan Redmann      | CDU              | 20,4             | 17,7              |
| Dieter Groß      | Die Linke        | 12,3             | 10,9              |
| Arnd Heymann     | AfD              | 22,9             | 24,1              |
| Matthias Dittmer | GRÜNE            | 6,1              | 7,0               |
| Christa Pfeifer  | BVB/FW           | 6,6              | 4,4               |
| –                | PIRATEN          | –                | 0,5               |
| Tom-Morten Theiß | FDP              | 2,4              | 3,1               |
| –                | ÖPD              | –                | 0,4               |
| –                | Tierschutzpartei | –                | 2,0               |
| –                | V-Partei³        | –                | 0,1               |

## Landtagswahl 2014
Bei der Landtagswahl 2014 traten folgende Parteien und Personen als Direktkandidaten an:
| Direktkandidat           | Partei    | Erststimmen in % | Zweitstimmen in % |
| ------------------------ | --------- | ---------------- | ----------------- |
| Ina Muhß                 | SPD       | 30,6             | 31,8              |
| Dieter Groß              | Die Linke | 23,3             | 21,0              |
| Jan Redmann              | CDU       | 29,3             | 27,8              |
| Kathrin Anke Boleslawsky | GRÜNE     | 3,4              | 3,5               |
| Christian Kenzler        | FDP       | 2,4              | 1,4               |
|                          | NPD       |                  | 1,8               |
| Carina Simmes            | BVB/FW    | 1,9              | 1,4               |
|                          | REP       |                  | 0,1               |
|                          | DKP       |                  | 0,1               |
| Rainer Schnell           | AfD       | 9,0              | 9,9               |
|                          | PIRATEN   |                  | 1,0               |

## Landtagswahl 2009
Bei der Landtagswahl 2009 wurde Dieter Groß im Wahlkreis direkt gewählt.
Die weiteren Wahlkreisergebnisse:
| Direktkandidat       | Partei              | Erststimmen in % | Zweitstimmen in % |
| -------------------- | ------------------- | ---------------- | ----------------- |
| Ina Muhß             | SPD                 | 28,7             | 32,8              |
| Dieter Groß          | LINKE               | 31,2             | 29,8              |
| Jan Redmann          | CDU                 | 23,1             | 20,5              |
| —                    | DVU                 | —                | 00,8              |
| Franz Josef Conraths | GRÜNE               | 04,0             | 03,3              |
| Jens Engelhardt      | FDP                 | 05,8             | 07,0              |
| —                    | 50Plus              | —                | 00,3              |
| —                    | DKP                 | —                | 00,1              |
| —                    | REP                 | —                | 00,1              |
| —                    | Die-Volksinitiative | —                | 00,3              |
| Lore Lierse          | NPD                 | 02,6             | 02,4              |
| —                    | RRP                 | —                | 00,4              |
| Bernd Dannemann      | Freie Wähler        | 04,6             | 02,3              |

## Landtagswahl 2004
Die Landtagswahl 2004 hatte folgendes Ergebnis:
| Direktkandidat           | Partei          | Erststimmen in % | Zweitstimmen in % |
| ------------------------ | --------------- | ---------------- | ----------------- |
| Robert Gemmel            | SPD             | 28,5             | 31,9              |
| Dieter Helm              | CDU             | 23,2             | 20,3              |
| Wolfgang Gehrcke-Reymann | PDS             | 32,8             | 30,2              |
| —                        | DVU             | —                | 04,9              |
| Dietmar Strehl           | GRÜNE           | 02,3             | 02,1              |
| Chris Krassowski         | FDP             | 05,9             | 03,9              |
| Cornelia Wriedt          | AUB-Brandenburg | 02,8             | 01,0              |
| Mathias Wirth            | JA              | 01,8             | 00,9              |
| Ilona Gottschalk         | AfW             | 01,7             | 00,6              |
| —                        | DKP             | —                | 00,1              |
| —                        | GRAUE           | —                | 00,6              |
| —                        | FAMILIE         | —                | 02,6              |
| —                        | 50Plus          | —                | 00,4              |
| Volker Schulz            | Offensive D     | 00,7             | 00,2              |
| —                        | BRB             | —                | 00,3              |